# Swoboda działalności gospodarczej
Swoboda działalności gospodarczej – podejmowanie, wykonywanie i zakończenie działalności gospodarczej jest wolne dla każdego na równych prawach, z zachowaniem warunków określonych przepisami prawa (zgodnie z art. 2 ustawy z dnia 6 marca 2018 r. - Prawo przedsiębiorców, a przed 30 kwietnia 2018 r. art. 6 ustawy z dnia 2 lipca 2004 o swobodzie działalności gospodarczej).
Organ administracji publicznej nie może żądać, ani uzależnić swojej decyzji w sprawie podjęcia, wykonywania lub zakończenia działalności gospodarczej przez zainteresowaną osobę od spełnienia przez nią dodatkowych warunków, w szczególności przedłożenia dokumentów lub ujawnienia danych, nieprzewidzianych przepisami prawa.